# هيكارو نارواوكا
هيكارو نارواوكا (باليابانية: 成岡 輝瑠) (مواليد 28 يوليو 2002) هو لاعب كرة قدم ياباني.

## وصلات خارجية
- هيكارو نارواوكا على موقع رابطة كرة القدم اليابانية للمحترفين (اليابانية)
- هيكارو نارواوكا على موقع قاعدة بيانات كرة القدم.إي يو (الإنجليزية)
- هيكارو نارواوكا على موقع Soccerway.com (الإنجليزية)
- هيكارو نارواوكا على موقع عالم كرة القدم.نت (الإنجليزية)